# Ouvrage de Thiaumont
Pour les articles homonymes, voir Thiaumont (homonymie).
L'ouvrage de Thiaumont est un ouvrage fortifié du système Séré de Rivières, situé au nord-nord-est la commune de Fleury-devant-Douaumont dans la région de Verdun. Sa particularité est d'avoir été détruit par les pilonnages d'artillerie lors de la bataille de Verdun en 1916.

## Description
Il est situé sur la rive droite de la Meuse, sur la crête entre l'ouvrage de Froideterre et le fort de Douaumont, à 360 mètres d'altitude, pour défendre l'intervalle.
D'abord construit en maçonnerie, il est transformé à partir de 1902 en y rajoutant une casemate de Bourges armée de deux canons de 75 mm, un abri en béton armé, un observatoire cuirassé (c'est-à-dire comportant une cloche blindée) ainsi qu'une tourelle de mitrailleuses, le tout entouré d'un réseau de fils de fer barbelés de 30 m de large.
Sur une surface assez restreinte cohabitaient, de gauche à droite, un petit abri bétonné, un petit casernement de trois chambrées (s'agit-il du casernement initial recouvert de béton ?) dont celle de droite donnait accès à une tourelle de mitrailleuses, un second abri bétonné mais abritant l'accès à l'observatoire cuirassé de la tourelle de mitrailleuses et, enfin, une casemate  de Bourges flaquant à droite l’intervalle vers le fort de Douaumont. L'ensemble était entouré d'un fossé au profil triangulaire, non revêtu et non battu. De part et d'autre de la tranchée de l'entrée se trouvait une guérite observatoire. L'ouvrage de Thiaumont a le triste privilège d'être le seul ouvrage moderne, dûment bétonné, à avoir été littéralement rayé du paysage par la seule puissance des bombardements d'artillerie.

## Histoire
L'ouvrage est désarmé en 1915 : les deux canons sur affût de casemate et leurs munitions (500 obus) sont envoyés sur le front. Dès février 1916, l'ouvrage est une cible de l'artillerie allemande, puis en mai d'assauts d'infanterie. Les barbelés sont hachés, la tourelle détruite. Les restes de l'ouvrage sont capturés par l'infanterie allemande le 23 juin 1916, puis changent de mains plusieurs fois à cause des contre-attaques françaises du 24 juin jusqu'en août (il est pris et repris six ou sept fois). Les Français reprennent définitivement ce qui reste de l'ouvrage le 24 octobre 1916.
Le terrain est constellé de trous d'obus. Les éléments de l'ouvrage ne sont reconnaissable que sous forme d'amas de débris de béton avec des fers tordus qui en dépassent. La dalle de la casemate de Bourges s'est effondrée, les créneaux sont obstrués ; la cloche blindée est brisée ; la calotte de la tourelle, son axe et les voussoirs de son avant-cuirasse ont été projetés au sol. Le casernement a été percé par un coup de 380 mm et ne peut même plus être distingué dans le champ de cratères qu'est devenu l'ouvrage.

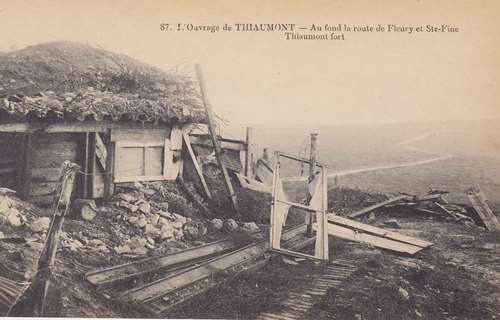
Ancienne carte postale.
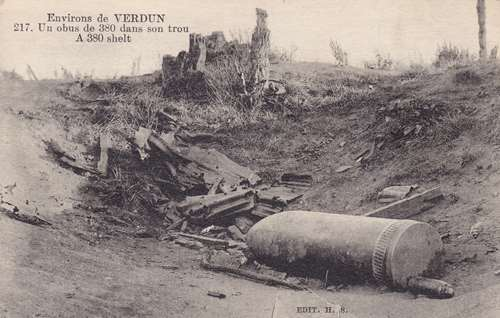
Un obus de 380 mm non-explosé.
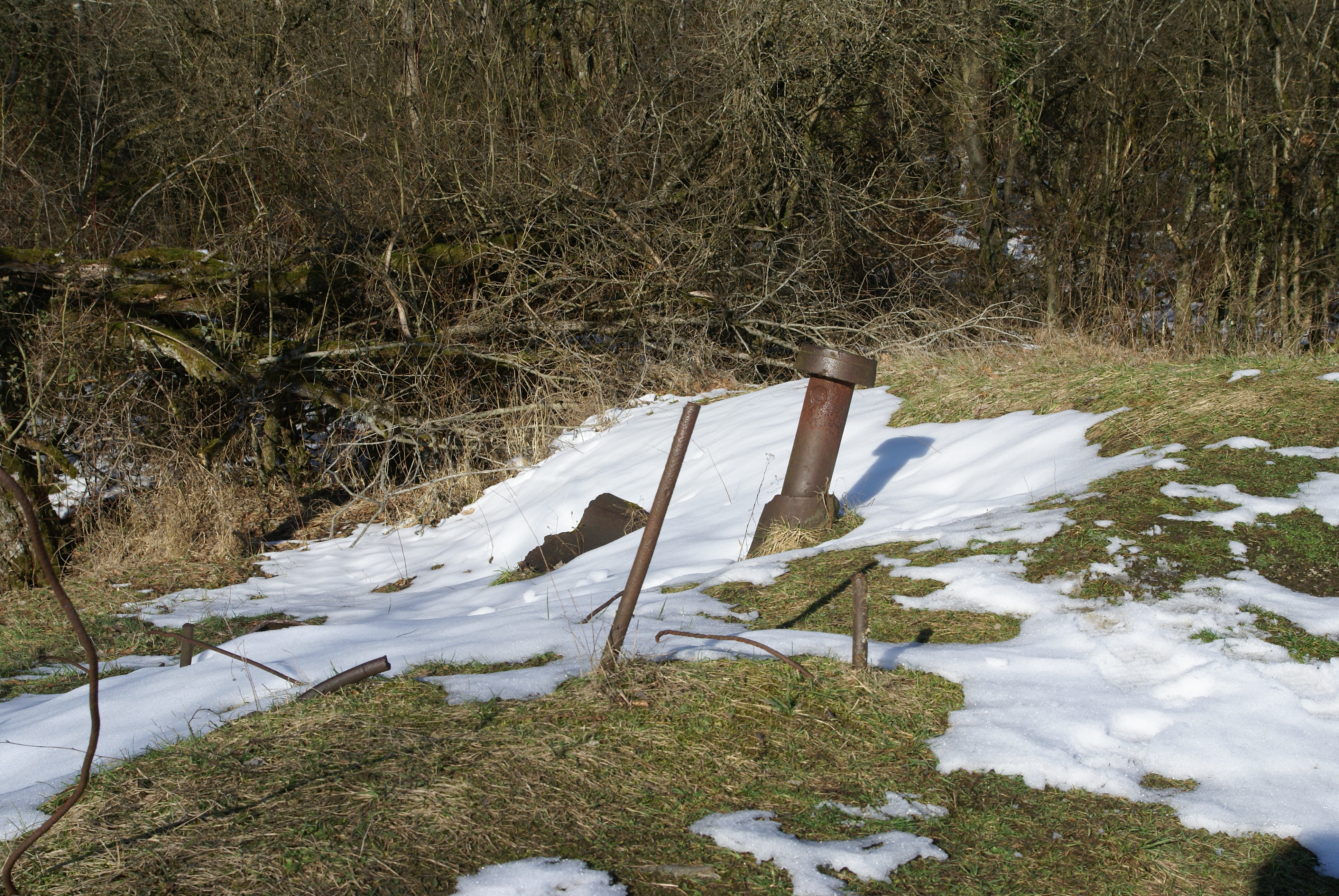
Les restes dispersés de la tourelle de mitrailleuses.